# Loaded (2004)
Loaded ist ein US-amerikanischer Action-Spielfilm-Porno des Regisseurs Nic Andrews aus dem Jahr 2004. Der Film wurde von Digital Playground produziert. Die Hauptrolle spielt Jesse Jane.

## Handlung
Eine Gruppe von jungen Leuten liefern sich an Wochenenden illegale Autorennen. Hinter diesen Veranstaltungen steht Mr. Scott und seine Bande, welche mit gestohlenen Autoersatzteilen handelt. Als Marcus Brody, der von Scott angeheuert wurde, um einige Autos und Automobilidentifikationsnummern zu liefern, versucht, Scott einige falsche Nummern zu geben, wird er von diesem erschossen. Dann bemerkt Scott, dass Heather, die Freundin von Marcus, in einem nah geparkten Auto wartete und so Zeugin des Mordes wurde. Daraufhin schickt er seine Killer auf Heather los.
Die Detectives Roth und Simms bearbeiten den Autodiebstahl und – obwohl sie zunächst nichts von Heather als Zeugin des Mordes wissen – bekommen sie einen anonymen Hinweis eines Informanten namens Dante, den sie nach einem Drag Racing Contest, der zu Beginn des Films zu sehen ist, aufsuchen. Nachdem Heather vor Scotts Killern in ihr Apartment geflohen ist, meldet sie sich bei der Polizei und Roth und Simms werden für sie zuständig und nehmen sie in Zeugenschutz in einem Motel. Sie kommen auch Scott auf die Spur, machen aber den Fehler, Heather mitzunehmen, was dazu führt, dass diese von Scott entführt wird. Der Film endet mit einer großen Schießerei im Hafen von Los Angeles.

## Wissenswertes
- Die gedrehte Action an einem Filmtag war so intensiv, dass der Fernsehsender Fox News die Boot-Explosionen im San-Pedro-Hafen aus der Luft und vom Boden beobachtete.
- Das Ende des Films ähnelt dem Ende des Films Brennpunkt L.A..
- Der Regisseur ist für seine vom Produktionsstandard her mit Hollywood vergleichbaren Filme bekannt. Nic Andrews drehte auch die Filme Rush und No Limits.

## Auszeichnungen
- 2005: AVN Award – Best Actor Video (Barrett Blade)
- 2004: Empire Award – Best DVD Audio Quality